# Zweibrücken Hauptbahnhof
Zweibrücken Hauptbahnhof – bis 1941 nur Zweibrücken – ist einer von zwei Bahnhöfen der rheinland-pfälzischen Mittelstadt Zweibrücken. Er verfügt über drei Bahnsteiggleise. Der Bahnhof liegt im Verbundgebiet des Verkehrsverbundes Rhein-Neckar (VRN) und gehört zur Tarifzone 709. Die Anschrift des Bahnhofs lautet Poststraße 37.
Er wurde am 25. November 1875 als Durchgangsbahnhof an der Magistrale Landau–Annweiler–Biebermühle–Zweibrücken–Homburg eröffnet und ersetzte den ursprünglichen Kopfbahnhof der Stadt, der aufgrund seiner stadtnahen Lage als durchgehende Station als ungeeignet betrachtet worden war. Mit Eröffnung der damals in Zweibrücken beginnenden Bliestalbahn in den Jahren 1877 und 1879 sowie der Hornbachbahn in den Jahren 1913 und 1916 entwickelte er sich zum Eisenbahnknotenpunkt; mit letzterer wurde er zum Trennungsbahnhof. Wichtigste Strecke war jedoch die seit 1895 in ihrer jetzigen Form bestehende Bahnstrecke Landau–Rohrbach. Bedingt durch eine Änderung der Verkehrsströme, die mit der Abtrennung des unmittelbar westlich von Zweibrücken beginnenden Saargebietes und des späteren Saarlandes zusammenhingen, verlor der Bahnhof an Bedeutung, da fortan die Züge der Bliestalbahn vorzugsweise nach Homburg verkehrten. Mit der Stilllegung der Hornbachbahn und der Verbindung nach Homburg wurde er wieder zum Durchgangsbahnhof. Außerdem verlor er Mitte der 1990er Jahre den Durchgangsverkehr nach Landau. Sein Empfangsgebäude steht zudem unter Denkmalschutz.

## Lage

### Geografische Lage
Der Bahnhof befindet sich westlich der Zweibrücker Innenstadt am südwestlichen Ende der Poststraße. Südlich des Bahnhofsgeländes führt die Bundesautobahn 8 parallel an diesem vorbei.

### Bahnstrecken
Zum Zeitpunkt seiner Eröffnung begann die Kilometrierung in Landau und befand sich entsprechend beim Streckenkilometer 71,8. Der Nullpunkt der Strecke nach Homburg befand sich damals in Zweibrücken, ebenso derjenige der 1877 und 1879 eröffneten Bliestalbahn sowie derjenige der 1916 und 1916 eröffneten Hornbachbahn. Die Deutsche Reichsbahn führte eine neue Kilometrierung ein, deren Nullpunkt sich mitten auf der Bruhrainbahn an der damaligen Landesgrenze zwischen Baden und Bayern befindet; diese ist mit der heutigen Landesgrenze zwischen Baden-Württemberg und Rheinland-Pfalz identisch. Diese seither verwendete Kilometrierung setzt sich über die Rheinbrücke Germersheim und die Bahnstrecke Germersheim–Landau fort; westlich von Zweibrücken führt sie über Einöd und Bierbach bis nach Rohrbach. Entlang dieser liegt der Zweibrücker Hauptbahnhof beim Streckenkilometer 96,343.

## Geschichte

### Bahnanschluss von Zweibrücken und erster Bahnhof (1840–1870)

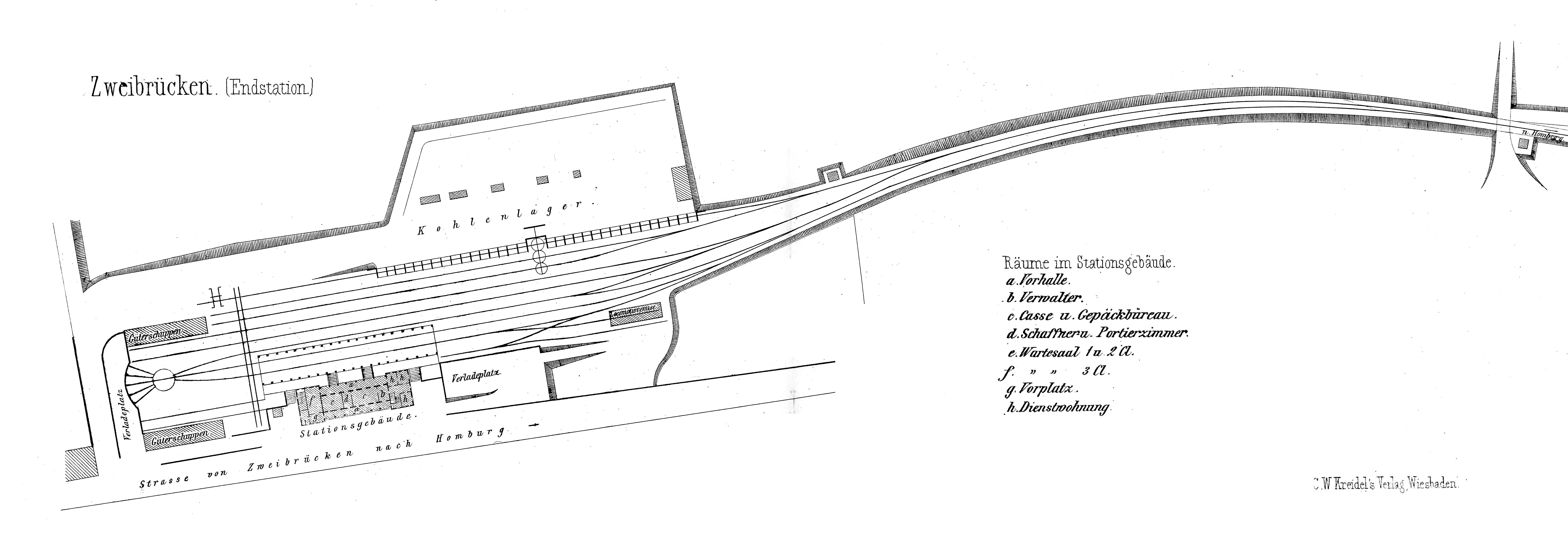
Gleisplan des ersten Bahnhofs von Zweibrücken, Stand 1870

Bereits im Zuge der Planungen der Pfälzischen Ludwigsbahn hatte es innerhalb der Stadt Zweibrücken Bestrebungen gegeben, die Strecke von Bexbach zur Rheinschanze – dem späteren Ludwigshafen – statt über Kaiserslautern und Neustadt über die ehemalige fürstliche Residenzstadt zu führen. Dies scheiterte jedoch an der Tatsache, dass eine solche Streckenführung einen zu großen Umweg bedeutet hätte.
1844 hatte sich deshalb in Zweibrücken ein Komitee gebildet, das eine Zweigbahn von Homburg aus anstrebte. Es folgte die Aktienzeichnung unter Beteiligung der Stadt Zweibrücken. Zunächst stieß dieses Vorhaben jedoch in beiden Städten auf Widerstand. In Homburg wurden Befürchtungen laut, dass der Handel und das Gewerbe erheblichen Schaden hinnehmen müsse. In Zweibrücken beruhten die Vorbehalte hingegen darauf, dass die Stadt fortan erheblicher Rußbelästigung ausgesetzt sei.
Erst als die gesamte Pfälzische Ludwigsbahn Rheinschanze–Bexbach im Jahr 1849 fertig gestellt worden war, nahm der Eisenbahningenieur Paul Denis die Planungen auf und kam 1852 zu dem Ergebnis, dass eine Strecke, die in Homburg von der Ludwigsbahn abzweigen, anschließend über Schwarzenacker und Einöd verlaufen und in Zweibrücken enden würde, rentabel sei. Am 16. August des Folgejahres gab der bayerische König Maximilian II. grünes Licht für die Gründung einer entsprechenden Aktiengesellschaft.
Die als Stichbahn errichtete Bahnstrecke Homburg–Zweibrücken wurde schließlich am 7. Mai 1857 eröffnet. Der damalige Endbahnhof befand sich in der heutigen Dinglerstraße an der Kreuzung der Bismarckstraße auf dem jetzigen Werksgelände von Tadano Demag.

### Entstehung der Verbindung nach Landau und Entstehung des heutigen Bahnhofs (1860–1875)
Bereits in den 1860er Jahren konkretisierten sich Pläne, eine Bahnverbindung von Landau in der Pfalz bis nach Zweibrücken zu errichten. Die Bahnverwaltung lehnte eine solche jedoch unter anderem deshalb ab, weil sie befürchtete, sie würde eine Konkurrenz zur Ludwigsbahn darstellen. Aus diesem Grund zielten die Planungen zeitweise darauf ab, die vorgesehene Strecke als Nebenbahn zu errichten. Dennoch behielt man im Hinterkopf, sie zu einer Magistrale für den Güterverkehr in Ost-West-Richtung auszubauen. Ursprünglich war vorgesehen, die Stadt Pirmasens an die Strecke anzubinden, was jedoch an der schwierigen Topografie der Schuhstadt scheiterte. Stattdessen wurde die ursprünglich weiter südlich projektierte Bahntrasse nördlich entlang Rodalb und Schwarzbach geführt und beschlossen, Pirmasens mittels einer Stichstrecke anzubinden.
Das konkrete Projekt begann 1872. Der Verwaltungsrat der Pfälzischen Eisenbahnen lehnte eine Fortführung der Bestandsstrecke über den bestehenden Bahnhof von Zweibrücken, der im Deutsch-Französischen Krieg von 1870/71 den Kampfhandlungen zum Opfer gefallen war durch die damals junge Vorstadt jedoch ab. Aus diesem Grund erwarb die Ludwigsbahn-Gesellschaft ein unbenutztes Gelände weiter südlich am westlichen Rand der Stadt, das sie mit Hilfe der Behörden und der Stadt schnell in ihren Besitz brachte. In seinem Einzugsbereich befanden sich zu diesem Zeitpunkt die Straßen Ernstweiler–Bubenhausen, Zweibrücken–Bubenhausen und Zweibrücken–Ixheim, die die Schienen niveaugleich kreuzten. Die Errichtung des neuen Bahnhofs verursachte zusätzliche Mehrkosten, da dieser auf Moor errichtet werden musste. Aus diesem Grund war eine Pfahlrostgründung notwendig. Zudem musste die gesamte Anlage mit einer Pumpanlage ausgestattet werden. Dabei wurde darauf geachtet, dass ein Ausbau der Gleisanlagen zu einem späteren Zeitpunkt möglich bleibt. Die Weichen des Bahnhofs wurden mit Spitzenverschlüssen der Bruchsaler Bauart versehen. An den beiden Enden des Bahnhofs entstand jeweils ein Ausfahrsignal. Für Züge aus Richtung Westen entstand auf einer Signalbrücke ein Einfahrtssignal.
Die in Bau befindliche Strecke nach Landau umging die Stadt in einem südlichen Bogen annähernd halbkreisförmig. In dem dafür geschaffenen Bahneinschnitt verläuft heute die Landesstraße 471. Nachdem der Abschnitt Landau–Annweiler bereits am 12. September 1874 eröffnet wurde, folgte der Lückenschluss nach Zweibrücken am 25. November 1875. Die neue Strecke war ab 1877 Teil einer Magistrale, die neben der Bahnstrecke aus Homburg die Bahnstrecke Germersheim–Landau und die Bruhrainbahn von Bruchsal nach Germersheim miteinbezog. Sie diente vor allem dem Transport der Steinkohle aus dem Saarrevier nach Württemberg und Baden.

### Entstehung der Bliestalbahn und Folgezeit
Bei den Planungen der Bliestalbahn spielte Zweibrücken anfangs keine Rolle. Erstere sollte im Bereich um Lautzkirchen von der in den Jahren 1866 und 1867 eröffneten Würzbachbahn Schwarzenacker–St. Ingbert abzweigen. Auf Betreiben des zuständigen Ingenieurs wurde eine Durchbindung der Strecke bis nach Zweibrücken ins Spiel gebracht. Bis Einöd sollte sie parallel zur Bahnstrecke Homburg–Zweibrücken verlaufen, wobei anschließend eine Verbindungskurve zwischen Einöd und Bierbach geschaffen werden sollte. Ausschlaggebend dafür war die Tatsache, dass die Strecke konzeptionell als Fortsetzung der ebenfalls zu dieser Zeit entstehenden Strecke Landau–Zweibrücken dienen sollte. Zudem gehörten die Orte im Bliestal größtenteils zum Bezirksamt Zweibrücken. Darüber hinaus sollte das benachbarte Homburg nicht zu viel Macht als Eisenbahnknotenpunkt erhalten.
Am 29. April 1869 erteilte das königlich-bayerische Staatsministerium die Konzession zur Planung einer Bahnstrecke durch das Bliestal von Zweibrücken nach Saargemünd. Der Deutsch-Französische Krieg von 1870/71 ließ die Unternehmung ins Stocken geraten. Als Folge des Krieges fiel Lothringen, in dem der südliche Teil der geplanten Strecke lag, zusammen mit dem Elsass an das Deutsche Kaiserreich. Am 22. Februar 1875 wurde der Pfälzischen Ludwigsbahn-Gesellschaft die Baukonzession erteilt, im gleichen Jahr wurde auch der Bau der Strecke bis Saargemünd genehmigt. Letzterer verlief unter der Regie zweier Sektionen, von denen eine in Zweibrücken ansässig war. Da Elsass-Lothringen als Reichsland verwaltet wurde, musste der Teil der Strecke ab Reinheim bis zum Endpunkt der Bahn in Saargemünd in Berlin genehmigt werden, was im Februar 1877 folgte. Bereits am 15. Oktober selben Jahres war der Streckenabschnitt Zweibrücken–Bierbach fertiggestellt, um Züge der Relation Zweibrücken–St. Ingbert zu ermöglichen.
Ursprünglich sollte die restliche Strecke bereits Ende 1878 eröffnet werden, jedoch verzögerte sich die Fertigstellung im lothringischen Streckenabschnitt. Am 1. März des Folgejahres wurde die Bahnlinie für den Güterverkehr freigegeben, die eigentliche Eröffnung fand einen Monat später statt. Bis Einöd verlief die neue Strecke parallel zur Verbindung nach Homburg auf einem getrennten Gleis.
Bereits 1887 wurde die „Südpfalzbahn“ genannte Verbindung zwischen Landau und Zweibrücken zweigleisig ausgebaut, ein Jahr später auch die Bliestalbahn.

### Weitere Entwicklung
Erste Pläne, das Hornbachtal ans Eisenbahnnetz anzuschließen, gab es im Jahr 1865. Im Zuge der damaligen Planung der Strecke von Landau nach Zweibrücken sollte die Trasse westlich von Pirmasens die Stadt Hornbach und von dort entlang des gleichnamigen Flusses schließlich Zweibrücken erreichen. Eine Verknüpfung mit einer späteren Bahnlinie, die von Hornbach aus nach Frankreich führen würde, war von vornherein ins Auge gefasst worden. Die tatsächliche Streckenführung der Südpfalzbahn berührte Hornbach dann aber nicht. 1874 folgte der Entwurf einer Strecke von Zweibrücken nach Bitsch, das drei Jahre zuvor als Teil des neu geschaffenen Elsass-Lothringen an das Deutsche Reich abgetreten worden war. Dennoch konkretisierte sich die Realisierung der unter anderem aus strategischen Gründen geforderten Bahn erst um 1900.
(siehe auch Weblink zum Gleisplan des erweiterten Bahnhofs von 1911)

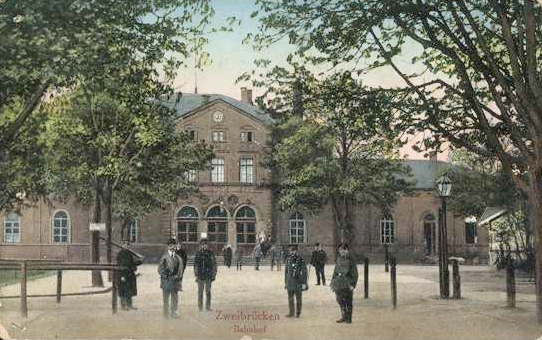
Bahnhof Zweibrücken im Jahr 1917

Am 1. Januar 1909 gelangte der Bahnhof zusammen mit den übrigen pfälzischen Eisenbahnnetz in das Eigentum der Bayerischen Staatseisenbahnen, was die Errichtung von Bahnsteigsperren zur Folge hatte. Bereits am 24. April 1912 wurde der Streckenabschnitt nach Ixheim für den Güterverkehr des Unternehmens Roth, Heck & Schwinn freigegeben, das Drahtstifte produzierte. 15. Dezember des Folgejahres wurde die Hornbachbahn genannte Strecken bis zur Stadt Hornbach eröffnet und drei Jahre später, am 1. Oktober 1916, mitten im Ersten Weltkrieg bis nach Brenschelbach verlängert. Dass Elsaß-Lothringen nach dem Krieg zurück an Frankreich fielen, verhinderte die Vollendung des Bahnprojektes endgültig.
Ebenfalls als Folge des Krieges wurde ein Teil der Pfalz unmittelbar westlich von Zweibrücken dem neu geschaffenen Saargebiet zugeschlagen, das die Siegermächte für die Dauer von 15 Jahren unter die Verwaltung des Völkerbundes stellten. Damit einhergehend veränderten sich die Verkehrsströme. Die Verbindung zwischen Zweibrücken und Homburg, entlang derer bis auf Zweibrücken alle Orte nun Teil der neu entstandenen Region wurden, verlor entsprechend an Bedeutung. Außerdem verkehrten die Züge der Bliestalbahn ab Bierbach fortan vorzugsweise nach Homburg.
1922 erfolgte die Eingliederung des Bahnhofs in die neu gegründete Reichsbahndirektion Ludwigshafen. Im Zuge deren schrittweiser Auflösung wechselte er mit Wirkung zum 1. Mai 1936 in den Zuständigkeitsbereich der Direktion Saarbrücken.

### Zweiter Weltkrieg und Nachkriegszeit
Während der Herrschaft des Nationalsozialismus fanden vor allem im Herbst 1940 vom Bahnhof aus Massendeportationen jüdischer Einwohner der Stadt in Ghettos beziehungsweise in Konzentrationslager statt. Mit Wirkung zum 1. Oktober 1941 wurde er außerdem in „Zweibrücken Hauptbahnhof“ umbenannt. Während im Zuge der Kampfhandlungen des Zweiten Weltkrieges wurde er in Mitleidenschaft gezogen. Zudem veranlasste Frankreich im Zuge von Reparationsleistungen, dass zwischen Landau und Biebermühle sowie zwischen Zweibrücken und Homburg das zweite Gleis demontiert wurde, womit diese Strecken erheblich Leistungsfähigkeit verloren.
Die 1949 gegründete Deutsche Bundesbahn (DB) teilte den Zweibrücker Hauptbahnhof wie alle Betriebsstellen innerhalb des neu gegründeten Bundeslandes Rheinland-Pfalz der Direktion Mainz zu. Das Gebiet westlich der Stadt – nun „Saarland“ genannt – wurde abermals von Deutschland getrennt, was sich langfristig auf die Verkehrsströme auswirkte. So verkehrten die Züge der Bliestalbahn ab 1950 dauerhaft von beziehungsweise nach Homburg.
Bedingt durch Kriegsschäden konnte der Betrieb der Hornbachbahn erst 1950 wieder aufgenommen werden. Zum Saarland gehörte nun auch Brenschelbach, der Endpunkt der Hornbachbahn. Aus diesem Grund ging die Strecke im Jahr 1950 nur bis Hornbach wieder in Betrieb.

### Bedeutungsverlust
Der Bahnhof selbst wurde als Resultat der Kriegsschäden in der Folgezeit umgebaut; diese Maßnahme kam am 14. Dezember 1960 zum Abschluss. Der stark ansteigende Autoverkehr ab den 1950er Jahren ließ die Bahnübergänge der Straßen in die Stadtteile Bubenhausen und Ixheim aufgrund der damals zahlreichen Bahnhofsgleise zunehmend als Hindernis erscheinen. Durch Rangierbetrieb und Zugverkehr kam es zu unzumutbaren Wartezeiten an den vorgenannten innerstädtischen Bahnübergängen. Aus diesem Grund veranlasste der damalige Zweibrücker Oberbürgermeister Oskar Munzinger, diese durch ein Überführungsbauwerk zu ersetzen, was Ende der 1960er Jahre schließlich in die Tat umgesetzt wurde. Im Volksmund wurde das Bauwerk deshalb auch als „Munzingerhügel“ bezeichnet.
Der Fahrplan 1965/1966 nennt einen täglichen Kurswagen nach München.
In den Folgejahren wurden jedoch eine Reihe von Stilllegungen und Demontagen durchgeführt. Im Zuge der Auflösung der Mainzer Direktion kam der Bahnhof am 1. August 1971 zur Bundesbahndirektion Saarbrücken. Auf der Hornbachbahn wurde der Personenverkehr am 24. September 1967 eingestellt, der Güterverkehr auf dem Abschnitt Ixheim–Hornbach folgte im Jahr 1971. Zwei Jahre später wurde die Strecke abgebaut. Am 22. Oktober 1979 wurde im Bahnhof außerdem ein Relaisstellwerk in Betrieb genommen und die Technik entsprechend umgerüstet. Am 2. Mai 1982 gelangte anlässlich des 125-jährigen Jubiläums der Strecke nach Homburg ein Triebwagen der Baureihe 601 nach Zweibrücken, der von dort aus in einem Ring über Homburg und Saarbrücken verkehrte. Der Personenverkehr nach Homburg endete 1989. In den 1990er Jahren erfuhr der Zweibrücker Hauptbahnhof eine größere Demontage, da die Mehrheit seiner Gleise abgebaut wurden.

### Deutsche Bahn (seit 1994)
Im Zuge der Bahnreform ging der Bahnhof in das Eigentum der Deutschen Bahn über. In den Folgejahren setzte ein weiterer Bedeutungsverlust ein. Mit Wirkung zum 1. Juli 1996 endete außerdem der Güterverkehr auf dem Reststück der Hornbachbahn nach Ixheim, das zuletzt nur noch als Anschlussgleis für einen Industriebetrieb gedient hatte. Am 1. August des Jahres folgte seine Stilllegung. Zudem erfolgte 2000 die Demontage sämtlicher Gleisanschlüsse innerhalb von Zweibrücken. Im Jahr 2000 wurde der Bahnhof wie die gesamte Westpfalz zunächst Teil des Westpfalz-Verkehrsverbundes (WVV), ehe dieser sechs Jahre später im Verkehrsverbund Rhein-Neckar (VRN) aufging. Zum Jahreswechsel 2001/2002 kam zudem der Güterverkehr komplett zum Erliegen. 2006 wurden außerdem die Bahnsteige modernisiert, dazu gehörte auch die Installation von Aufzügen. Am 6. und 7. Oktober 2009 gastierte in Zweibrücken der Zug der Erinnerung in Reminiszenz an die Deportierten im Dritten Reich. Während dieser beiden Tage gelangten insgesamt 1800 Besucher und 36 Schulklassen an den Bahnhof, um diese mobile Ausstellung zu besuchen.
Am 15. September 2017 schloss die DB-Servicestore-Filiale im Empfangsgebäude.

## Bauwerke

### Empfangsgebäude

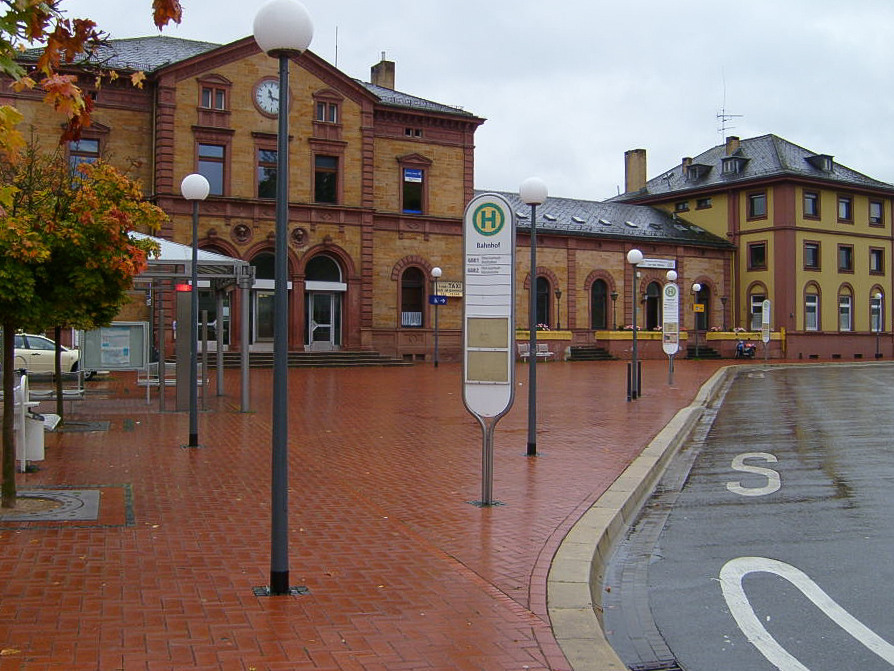
Empfangsgebäude von der Straßenseite aus, davor der Busbahnhof

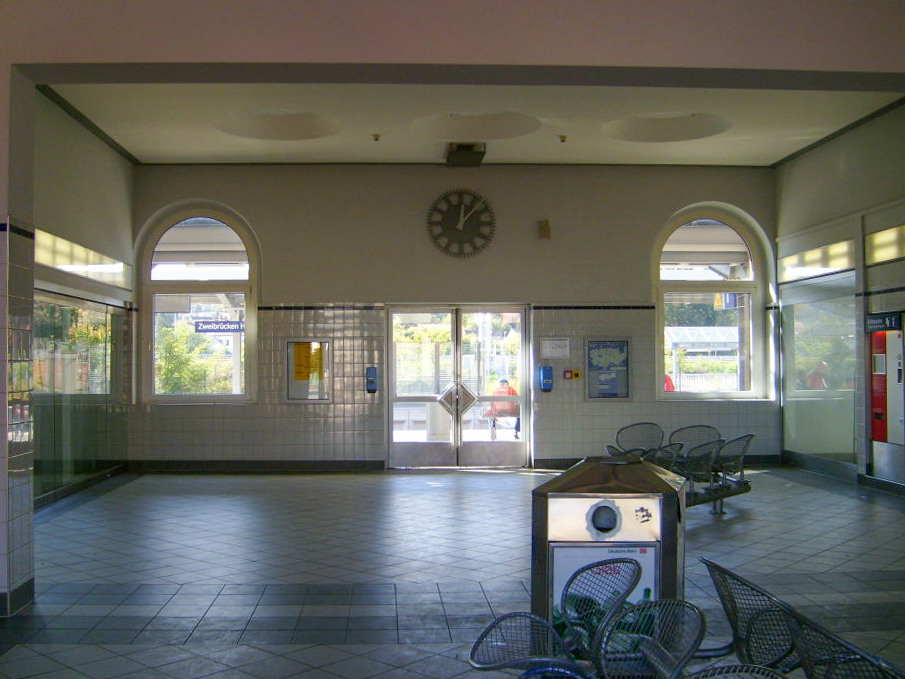
Bahnhofshalle von innen

Das Empfangsgebäude entstand in den Jahren 1872 und 1873. Sein Mittelbau umfasst zwei Stockwerke, seine Flügelbauten hingegen je nur einen Stock. Stilistisch ist es dem Klassizismus zuzuordnen. In ihm waren eine Vorhalle mit drei Türen und drei Wartesäle untergebracht. Von letzteren war einer für Nichtraucher, einer für Reisende 2. und einer für Reisende 3. Klasse. Die dreigeschossige Eckbauten wurden erst nach 1918 hinzugefügt. Im Zweiten Weltkrieg wurde es in Mitleidenschaft gezogen. Da es in der Nachkriegszeit an Baustoffen und Arbeitskräften fehlte, verzögerte sich sein Wiederaufbau. Ende 1960 wurde es schließlich wieder eingeweiht. Zwei Jahrzehnte später ließ die Deutsche Bundesbahn eine Renovierung des gesamten Gebäudekomplexes durchführen. Die Kosten betrugen 200.000 DM. 1985 folgte der Einsturz des Mitteltraktes. Die Ursache blieb jedoch unklar.
Im Bahnhofsgebäude selbst sind die an Bahnhöfen üblichen Schließfächer, Automaten und Toiletten untergebracht; des Weiteren befinden sich in diesem ein Bistro sowie ein Lokal. Seit etwa 2010 hat sich das Erscheinungsbild der Bahnhofshalle stetig verschlechtert: Leere Dosen und Bierflaschen, Wandbeschmierungen, Unrat und andere Verschmutzungen tragen nicht zu einem angemessenen Willkommen von Touristen und Reisenden bei.

### Stellwerke
In den ersten Jahrzehnten seines Bestehens besaß der Bahnhof zwei zweistöckige Stellwerke, von denen sich eines beim Bahnübergang Richtung Ernstweiler und eines in Richtung Bubenhausen befand. Bei letzterem wurde bei der Standortwahl auf die bereits damals geplante Bahnstrecke nach Bitsch Rücksicht genommen, aus der später die Hornbachbahn hervorging. Hinzu kam ein Blockwerk, das im Fahrdienstleiterraum des Empfangsgebäudes untergebracht war.
Ab Ende der 1930er Jahre waren die Stellwerke durch die große Beanspruchung der Bahnhofsweichen so sehr abgenutzt, dass eine Erneuerung notwendig wurde. Die Reichsbahn entschied sich hierbei zu Installation einer elektrischen Anlage. Die entsprechenden Arbeiten begannen im Jahr 1937. Zwei neue Kraftstellwerke entstanden in diesem Zusammenhang. Der Ausbruch des Zweiten Weltkriegs unterbrach dieses Unternehmen, das erst im Folgejahr wieder aufgenommen werden konnte 1941 wurden diese beiden elektromechanisches Stellwerke – Zf und Zw – der Bauart Scheidt & Bachmann in Betrieb genommen. Bei ersterem handelte es sich um ein Fahrdienstleiterstellwerk, bei letzterem um ein Wärterstellwerk. Beide wurden am 22. Oktober 1979 durch ein Drucktasten-Stellwerk des Typs Lorenz (Alcatel SEL), Bauart 60 ersetzt, das genau wie das ehemalige Fahrdienstleiterstellwerk die Abkürzung Zf trägt.

### Weitere Bauwerke
Darüber hinaus besaß der Bahnhof eine Güterabfertigung, deren Gebäude bis heute existiert, für den Bahnbetrieb inzwischen keine Rolle mehr spielt. In ihr waren Wohnungen für insgesamt fünf Familien untergebracht. Weitere Bauten umfassten unter anderem ein Ökonomiegebäude für die Bahnhofsmitarbeiter, einen Gasuhrraum, eine Waschküche, ein hölzerner Schuppen für Petroleum, ein Büro für die Bahnmeisterei und mehrere Brunnen.

### Bahnsteige und Gleisanlagen
In seiner Anfangszeit besaß der Bahnhof zwei Bahnsteige mit überdachter Halle und acht Gleise. 1892 fand eine Erweiterung der Ladegleise statt. Im Zuge des Baus der Hornbachbahn kamen vier zusätzliche Bahnhofsgleise, ein dritter Bahnsteig sowie eine Bahnsteigunterführung hinzu, die 1914 kurz vor Ausbruch des Ersten Weltkrieges fertig gestellt war. 1991 wurden die dem Güterverkehr dienenden Gleise 8 bis 14 demontiert, Anfang 1999 folgten die Gleise 6 und 7 sowie gegen Ende des Jahres die Gleise 4 und 5, sodass lediglich drei Gleise übrig blieben.

### Bahnhofsvorplatz
Der Bahnhofsvorplatz verfügt über Parkplätze und Fahrradständer. Darüber hinaus ist der Standort eines Busbahnhofs.

## Verkehr

Abfahrtsplan vom Sommer 1965

### Personenverkehr

#### Fernverkehr
Ab den 1880er Jahren verkehrten erstmals Schnellzüge der Relation Saarbrücken–München. Möglich wurden diese, nachdem 1879 eine Verbindung von St. Ingbert nach Saarbrücken hergestellt worden war. In Richtung Westen gelangten sie teilweise bis nach Oostende. Zudem fuhr über die Bliestalbahn ein Flügelzug für die Kurswagenverbindung München–Metz. 1890 wurden die Schnellzüge in Durchgangszüge umgewandelt. Nach 1900 existierte kein Fernverkehr mehr über die Bliestalbahn. Anfang des 20. Jahrhunderts gab es von Zweibrücken aus Fernverkehrsverbindungen bis nach Salzburg sowie jeweils über Saarbrücken bis nach Metz. Jahrzehntelang fuhren die Fernzüge östlich von Landau über Germersheim und von dort aus weiter nach Baden. Dies änderte sich mit Inbetriebnahme der festen Rheinbrücke zwischen Karlsruhe und Maximiliansau. Fortan machten die Schnellzüge in Landau Kopf, um bis Winden die Maximiliansbahn zu befahren und von dort aus Karlsruhe anzufahren. Während des Zweiten Weltkriegs verkehrten über Zweibrücken außerdem Schnellzüge der Relation Trier–Stuttgart.
Nach dem Krieg fuhren die Züge ebenfalls über Karlsruhe, da die 1945 gesprengte Rheinbrücke Germersheim erst 1967 wieder hergestellt war. Die Konzentration der Verkehrsströme auf die Magistrale Mannheim–Saarbrücken trug ebenfalls dazu bei, dass der bislang über Zweibrücken verlaufende Fernverkehr an Bedeutung verlor. Ab Ende der 1950er Jahre verkehrten dennoch über Eilzüge der Relation Tübingen–Trier, die in Zweibrücken hielten; ebenso existierte eine Kurswagenverbindung bis nach Salzburg. In den 1980er Jahren entfiel der Fernverkehr vollständig.

#### Nahverkehr
In den ersten Jahrzehnten war der Bahnhof stets Anfangs- beziehungsweise Endpunkt für Regionalzüge. 1895 benutzten ihn 257.000 Personen. Der Fahrplan von 1897 weist beispielsweise durchgehende Züge nach Germersheim und Pirmasens auf. In den 1970er Jahren verkehrten außerdem Fahrten von Pirmasens nach Homburg mit Dieseltriebwagen der Baureihe 624.
Bedingt durch ihre überwiegende Zugehörigkeit zum Saarland verlor die Verbindung nach Homburg bereits nach dem Ersten Weltkrieg an Bedeutung. Dennoch wurden 1965 zwei Eilzugpaare zwischen Zweibrücken und Mainz eingerichtet, die unter anderem über die Glantalbahn verkehrten. Initiator dieser Verbindung war der damalige Zweibrücker Oberbürgermeister Oskar Munzinger, der zu diesem Zeitpunkt ebenfalls im Landtag von Rheinland-Pfalz saß und seine beiden Arbeitsplätze miteinander verbunden haben wollte. Im Volksmund wurden diese Züge deshalb als „Munzinger-Express“ bezeichnet. Ab 1970 waren diese Verbindungen offiziell nur noch Nahschnellverkehrszüge, ehe die 1979 komplett eingestellt wurden. 1989 folgte die komplette Einstellung der Personenbeförderung zwischen Homburg und Zweibrücken. Im letzten Betriebsjahr fuhr nur noch ein Personenzug pro Tag aus Homburg.
Der Zweibrücker Hauptbahnhof wird stündlich von der Regionalbahnlinie 68 der DB Regio Mitte bedient, die zwischen Saarbrücken und Pirmasens verkehrt.
| Linie                    | Streckenverlauf | Taktfrequenz |
| ------------------------ | --- | ------------ |
| RB 68                    | Saarbrücken Hbf – Saarbrücken Ost – St. Ingbert – Rohrbach (Saar) – Hassel (Saar) – Würzbach (Saar) – Blieskastel-Lautzkirchen – Bierbach – Einöd (Saar) – Zweibrücken Hbf – Contwig – Stambach – Dellfeld – Dellfeld Ort – Rieschweiler – Höhmühlbach – Thaleischweiler-Fröschen – Pirmasens Nord – Pirmasens Hbf | stündlich    |
| Stand: 15. Dezember 2024 | |              |

### Güterverkehr
Der Zweibrücker Hauptbahnhof besaß einst umfangreiche Gütergleisanlagen, die jedoch inzwischen alle abgebaut worden sind. 1886 wurden am Bahnhof 50.060,135 Tonnen Güter empfangen beziehungsweise versandt. In den der Folgezeit nahm es kontinuierlich zu. So betrug das Aufkommen 1895 bereits 81.069,505 Tonnen. Insgesamt sieben große städtische Unternehmen gehörten zu den Güterkunden des Bahnhofs. Da die amerikanische Firma John Deere, die landwirtschaftliche Fahrzeuge herstellt, in der Stadt über ein Werk verfügt, nahmen von Zweibrücken aus Ganzzüge ihren Ausgang, die mit Mähdreschern beladen waren, ehe der Transport auf die Straße verlagert wurde. Man begründete diesen Schritt damit, dass das Lichtraumprofil einen rentablen Transport auf der Schiene verhindere. In den Nachkriegsjahren fand seit der Rückgliederung des Saarlandes Ende der 1950er Jahre bis zur Stilllegung der Strecke Homburg–Einöd am 28. September 1996 und der anschließenden Demontage der Kurve Schwarzenacker–Einöd ein Jahr später die Bedienung Zweibrückens von Homburg aus statt. Ab Mai 1982 wurde zudem der Stückgutverkehr ausschließlich über Homburg abgewickelt.
Trotz der in den 1990er Jahren durchgeführten der Demontage sämtlicher Gleise wurde die Station zunächst weiterhin auch im Güterverkehr bedient. Zuletzt war das Güteraufkommen so gering, dass die Züge im Bahnhof Pirmasens Nord mit denjenigen aus dem Pirmasenser Hauptbahnhof vereinigt wurden und über die Biebermühlbahn zum Rangierbahnhof Einsiedlerhof gelangten. Zum 1. Januar 2002 wurde der Güterverkehr endgültig eingestellt, nachdem es bereits 1999 zu einem weiteren Rückbau der Gleise und der Kündigung von Gleisanschlüssen vonseiten der Deutschen Bahn gekommen war. In der Folgezeit entstand an der Stelle des früheren Güterbahnhofs ein Gewerbegebiet.

### Busverkehr
Es bestehen Busverbindungen zum Flugplatz Zweibrücken, zur Fachhochschule, über den Zentralen Omnibusbahnhof (ZOB) u. a. nach Rimschweiler sowie mit den Regionalbussen der Saar-Pfalz-Bus GmbH in Richtung Pirmasens und Homburg. Letztere dient als „Schienenersatzverkehr“ für die 1991 stillgelegte Bahnstrecke Homburg–Zweibrücken, welche durch die Pläne der S-Bahn-Verlängerung in Zukunft wieder reaktiviert werden soll.

## Trivia
In der Film-Produktion der United Artists von 1964 „Der Zug“, unter der Regie von John Frankenheimer mit Burt Lancaster, möchte die Wehrmacht Beutekunst von Paris ins Reichsgebiet bringen. Der Resistance gelingt es jedoch, in dem sie die Bahnhofsschilder fälscht, den Zug in ein einsames Tal im Elsass umzulenken. Damit ist Der Zug die einzige Hollywoodproduktion, in der Zweibrücken vorkommt, obwohl es dann letzten Endes doch nicht Zweibrücken ist.